# Solieria latipennis
Solieria latipennis là một loài ruồi trong họ Tachinidae.